# Francis Kearney
Pour les articles homonymes, voir Kearney.
Francis Kearney est un lithographe et un graveur américain né en 1785 et mort en 1837 à Perth Amboy, dans l'État du New Jersey.

## Biographie
Kearney a eu plusieurs élèves, dont David Claypoole Johnston.